# Deambulatorio

Pianta di fabbrica con evidenziato il deambulatorio

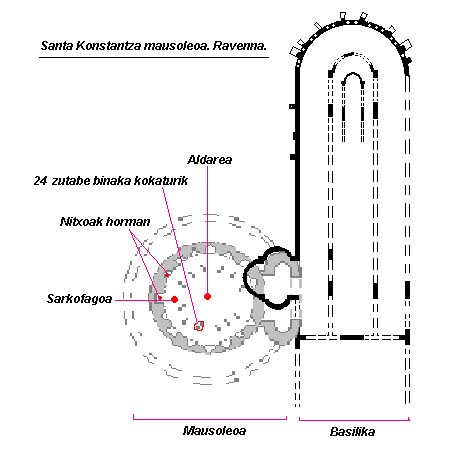
Pianta della basilica di Sant'Agnese fuori le mura di Roma

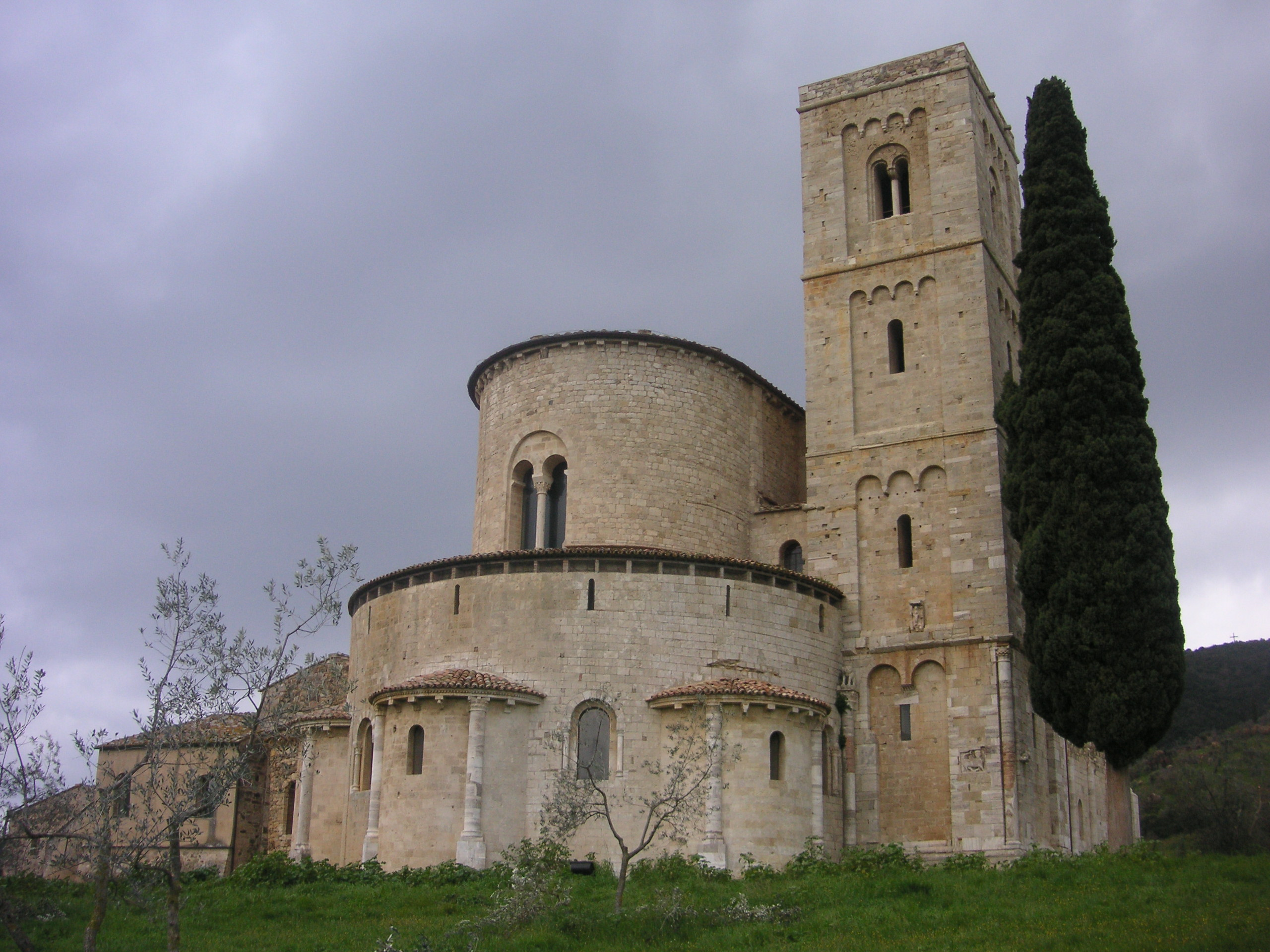
Il volume del deambulatorio e le tre cappelle radiali dell'abbazia di Sant'Antimo a Montalcino, provincia di Siena in Toscana (Italia)

Il deambulatorio (noto anche come ambulacro) è un corridoio posto intorno al coro e all'abside, caratteristico dell'architettura romanica francese e poi dell'architettura sacra gotica. Esso è un caso particolare di "collaterale circolare", che non presenta parti diritte, ma che ha lo stesso ruolo, strutturalmente parlando, di un collaterale.

## Storia
Il termine deriva dal latino deambulare, con il significato di "camminare". In origine, nell'antica Roma, con il termine ambulacrum s'intendeva il passaggio, in genere porticato,  in cui si era soliti passeggiare, oppure lo spazio nel tempio greco fra la cella e il colonnato.
Un deambulatorio fu realizzato, ai tempi di Costantino, nella basilica del Santo Sepolcro attorno al luogo ritenuto la tomba di Cristo. Nello stesso periodo il deambulatorio fu utilizzato in alcune basiliche paleocristiane di Roma: le "basiliche a deambulatorio" o circiformi (per analogia con lo schema planimetrico del circo romano a terminazione semicircolare. In esse le navate laterali proseguivano formando un percorso semicircolare absidale. Ebbero una precisa connotazione funeraria: furono costruite in relazione alla sepoltura di martiri e fungevano anche da cimiteri coperti per i fedeli che desideravano farsi seppellire vicino al santo a cui la basilica era dedicata. In questo ristretto gruppo di edifici, del periodo costantiniano, si trovavano la basilica apostolorum (oggi San Sebastiano), la Sant’Agnese sulla via Nomentana, la San Lorenzo al Verano e la chiesa dei Santi Marcellino e Pietro. Oggi rimangono poche testimonianze di tale assetto planimetrico.
Il deambulatorio divenne un elemento tipico delle basiliche di pellegrinaggio sorte nei secoli XI e XII, lungo gli itinerari di pellegrinaggio verso il santuario di Santiago di Compostela, nella Francia meridionale e nella Spagna settentrionale. Il deambulatorio permetteva ai pellegrini di girare attorno all'altare maggiore, dove si trovavano le reliquie del santo, e di pregare nelle cappelle poste sul perimetro esterno dell'abside (cappelle radiali), senza disturbare le celebrazioni di culto che si svolgevano sull'altare principale. Tra gli esempi, si possono citare la basilica di Saint-Sernin a Tolosa e la stessa cattedrale di Santiago di Compostela. Il deambulatorio fu un elemento caratterizzante anche dell'architettura cluniacense e dell'architettura romanica della Normandia.
Il deambulatorio che corre attorno al coro dell'abbazia di Saint-Denis, presso Parigi, è uno degli esempi più rappresentativi di questo elemento architettonico che caratterizzerà l'epoca delle grandi cattedrali gotiche francesi e che in alcuni casi sarà addirittura doppio (cioè composto da due navate) come nella cattedrale Notre-Dame de Coutances.
In Italia gli esempi più antichi risalgono al periodo normanno nell'Italia meridionale, come la cattedrale di Aversa, la cattedrale di Santa Maria Assunta e San Canio Vescovo, nel comune di Acerenza, nel complesso della Santissima Trinità a Venosa, e successivamente nell'abbazia di Sant'Antimo, nella basilica della Santissima Annunziata di Montecosaro. Nel periodo gotico vengono costruiti deambulatori nella basilica di San Lorenzo Maggiore a Napoli (unico esempio di deambulatorio in gotico francese in Italia), nella basilica di San Francesco e nella basilica di Santa Maria dei Servi a Bologna, nella basilica di Sant'Antonio di Padova, nella basilica di San Francesco di Piacenza, nella cattedrale di Barletta, nella cattedrale di Saluzzo, nella cattedrale di Milano, nella cattedrale di Bolzano, e infine in stile già rinascimentale, nella chiesa di San Zaccaria di Venezia.
Viene chiamato deambulatorio anche lo spazio compreso tra colonnato interno e struttura muraria esterna negli edifici a pianta centrale.